# 해양지명
다음은 헤양지명에 대한 설명이다.

## 정의
지명이란 “지리적 실체들을 서로 구별해주는 언어적 표현으로서, 일정한 환경에서 인간이 경험하고 지각하여 만든 음성과 문자 언어 형태의 고유명사”라고 할 수 있다. 바다이름은 인류가 바다를 개척해 나가면서 바다에 부여한 언어기호로서 우리는 지명을 통해 그 지형의 위치와 특성을 쉽게 알 수 있다. 해양지명은 해양문화의 유산이면서 해양권익을 창출하기 위한 기본요소이다. 따라서 해양지명을 이해하기 위한 기본 요소로서 해양지명의 종류와 정의, 해양지명 조사방법과 해양지명 표준화 기본원칙 및 제정 절차를 이해하는 것이 필요하다.
해양에서 지명은 해상지명(해수면 위)과 해저지명(해수면 아래)으로 구분되며 이것을 통틀어 해양지명이라 한다. 해상지명은 구체적으로 해양, 해협, 만(灣), 포(浦), 수로 등의 이름으로 정의한다.  한편 수심 측량 기술이 발달하면서 해저의 숨겨진 모습들이 밝혀지고 새롭게 발견된 해저지형에 고유한 이름을 부여하게 되었다. 이러한 해저지명은 초(礁), 퇴(堆), 해저협곡, 해저분지, 해산, 해구(海溝) 등의 이름으로 정의한다.
해양지명은 고유지명 부분과 속성지명 부분으로 구성된다. 고유지명은 해양지명의 전부요소로서 해양지명을 고유한 뜻으로 명명하는 것이고, 속성지명은 해양지명의 후부요소로서 해상 및 해저지형의 종류를 구분하여 짓는 이름이다.  따라서 해양지명을 명명할 때는 고유지명 표준화 원칙과 속성지명 표준화 원칙을 각각 따라야 한다.

## 해양지명 분류 및 속성

### 해상지명의 종류와 정의
해상지명은 바다에 관한 지형(대양과 바다), 수로에 관한 지형(해협, 수도, 항로), 간출지형(간출암), 만에 관한 지형( 해만, 만, 개만, 포)으로 구분하여 아래의 표1, 표 2와 같이 해상지명의 종류와 각 지명의 정의를 설명할 수 있다.
| 구 분    | 한 글  | 한 자  | 영 문                | 로마자    |
| -------- | ------ | ------ | -------------------- | --------- |
| 바다     | 대양   | 大洋   | Ocean                | Daeyang   |
| 바다     | 바다   | 海     | Sea                  | Bada      |
| 수로     | 해협   | 海峽   | Strait / Sound       | Haehyeop  |
| 수로     | 수도   | 水道   | Channel              | Sudo      |
| 수로     | 항로   | 航路   | Passage              | Hangno    |
| 간출지형 | 간출암 | 干出岩 | Rock                 | Ganchuram |
| 만       | 해만   | 海灣   | Gulf                 | Haeman    |
| 만       | 만     | 灣     | Bay                  | Man       |
| 만       | 개만   | 開灣   | Bight                | Gaeman    |
| 만       | 포     | 浦     | Inlet / Creek / Cove | Po        |

| 구분     | 해상지명의 종류 | 정의 |
| -------- | --------------- | --- |
| 바다     | 대양            | 육지를 둘러싸고 있는 전 세계 해수면상의 광대한 수역이다. |
| 바다     | 바다            | 지표면에서 육지 이외의 부분으로 대규모 염수로 채워진 수역이다. 일반적으로 육지에 반대되는 말로 대양(Ocean)보다는 규모가 작다. |
| 수로     | 해협            | 두 개의 큰 바다를 연결하는 좁은 수로(水路)이다. 두 육지 사이의 좁은 수로(水路)를 이루며, 수도(Channel)보다는 규모가 크다. |
| 수로     | 수도            | 항해가 가능한 수심의 수역이다. 일반적으로 해협(Strait)보다 규모가 작으며, 때때로 항해를 원활히 하기 위해 인공적으로 준설하기도 한다. |
| 수로     | 항로            | 항해가 가능한 좁은 수로로 초나 섬을 지난다. 주로 부표를 활용하여 항해가 가능한 부분에 대해 2개의 선으로 항로를 표시한다. |
| 간출지형 | 간출암          | 만조시(약최고고조면상) 바닷물에 잠기고 간조시 해수면 위로 드러나는 고립된 형태의 바위 또는 하나의 커다란 돌로서 항행에 위험요소가 되는 바위이다. * 속성지명을 표기할 때는 여, 서, 탄, 암, 돌 등으로 현지 주민이 사용하는 이름을 사용한다. |
| 만       | 해만            | 비교적 넓은 바다 부분이 육지 쪽으로 깊이 들어와 둘러싸인 대규모 수역이다. 바다 쪽으로는 해협을 통해 외양과 연결되는 수역으로 일반적으로 해(Sea)보다는 작고, 만(Bay)보다는 크다.                                                           |
| 만       | 만              | 해안선이 육지 쪽으로 굽고, 바다가 육지 쪽으로 파고 들어와 있는 지형이 해안의 단순한 굴곡을 넘어 입구의 폭에 비하여 현저하게 육지 쪽으로 들어와서 둘러싸인 수역이다. 일반적으로 해만(Gulf)보다는 작으며 포(Cove)보다는 크다.               |
| 만       | 개만            | 해안선의 굴곡부나 만곡부를 말한다. 해안선이 육지 방향으로 약간 들어간 원호 모양의 만이다. |
| 만       | 포              | 해수 수역에 있는 비교적 좁은 후미로 조수가 형성되어 있고 내륙으로 들어가 있는 작고 얕은 만이다. 순 우리말로는 ‘개＇라고 부른다. |

### 해저지명의 종류와 정의
해저지명은 해면 아래의 지형에 관한 명칭이다. 국제수로기구(IHO: International Hydrographic Organization)와 정부간해양학위원회(IOC: Intergovernmental Oceanographic Commission)가 공동으로 발간한 “해저지명의 표준화(Standardization of Undersea Feature Names)” 해저지형관련서지 제6호(B6: Bathymetric Publication No. 6)가 국제 해저지명 표준화 지침서로 인정된 공식 문서로서 표준화된 해저지형 명칭을 정의하고 있으므로 국내 표준화된 속성지명과 정의를 위해 이를 준용한다.
해저지형 명칭을 해저지명의 후부요소인 속성지명이라 하고 이에 대한 이미지의 예시는 다음의 웹사이트에서도 확인할 수 있다(해양지명 일반적 용어와 정의 보관됨 2021-12-18 - 웨이백 머신).
새로운 해저지명을 제안할 경우 다음 표 3에서 제시한 해저지명의 종류만 활용할 수 있다. 대부분의 해저지명의 종류는 형태적인 기준으로 분류할 수 있지만 어떤 속성지명은 그 지형의 형성 원인을 정의에 내포한다 (표 4). 이러한 성인(成因)적 함의를 지닌 지형의 속성지명이 11개가 있는데 이들은 별표 (*) 표시가 되어있다. 성인적 의미를 지닌 속성지명을 명명할때는 해저수심자료에 의한 형태적 특성 뿐 아니라 지질 또는 지구물리학적 형성과정에 대한 증거를 포함해야한다.
| 구 분 | 한 글        | 한 자         | 영 문          | 로마자           |
| ----- | ------------ | ------------- | -------------- | ---------------- |
| 1     | 기요         |               | GUYOT          |                  |
| 2     | 단열대*      | 斷裂帶        | FRACTURE ZONE  | Danyeoldae       |
| 3     | 대륙붕       | 大陸棚        | SHELF          | Daeryukbung      |
| 4     | 대륙사면     | 大陸斜面      | SLOPE          | Daeryuksamyeon   |
| 5     | 마운드*      |               | MOUND          |                  |
| 6     | 모트         |               | MOAT           |                  |
| 7     | 사퇴*        | 砂堆          | SAND RIDGE     | Satoe            |
| 8     | 실           |               | SILL           |                  |
| 9     | 심해평원     | 深海平原      | ABYSSAL PLAIN  | Simhaepyeongwon  |
| 10    | 안부         | 鞍部          | SADDLE         | Anbu             |
| 11    | 암염돔*      |               | SALT DOME      | Amyeomdom        |
| 12    | 에이프런     |               | APRON          |                  |
| 13    | 열 개지*     | 裂開地        | RIFT           | Yeolgaeji        |
| 14    | 이화산*      | 泥火山        | MUD VOLCANO    | Ihwasan          |
| 15    | 지형구       | 地形區        | PROVINCE       | Jihyeonggu       |
| 16    | 천퇴*        | 淺堆          | SHOAL          | Cheontoe         |
| 17    | 초*          | 礁            | REEF           | Cho              |
| 18    | 칼데라*      |               | CALDERA        |                  |
| 19    | 퇴           | 堆            | BANK           | Toe              |
| 20    | 해각         | 海脚          | SPUR           | Haegak           |
| 21    | 해곡         | 海谷          | TROUGH         | Haegok           |
| 22    | 해구*        | 海溝          | TRENCH         | Haegu            |
| 23    | 해붕         | 海峰          | PEAK           | Haebong          |
| 24    | 해산         | 海山          | SEAMOUNT       | Haesan           |
| 25    | 해산열       | 海山列        | SEAMOUNT CHAIN | Haesanyeol       |
| 26    | 해연         | 海淵          | DEEP           | Haeyeon          |
| 27    | 해저간극     | 海底間隙      | GAP, PASSAGE   | Haejeogangeuk    |
| 28    | 해저계곡     | 海底溪谷      | VALLEY         | Haejeogyegok     |
| 29    | 해저구릉     | 海底丘陵      | HILL           | Haejeogureung    |
| 30    | 해저놀       | 海底놀        | KNOLL          | Haejeonol        |
| 31    | 해저단구     | 海底段丘      | TERRACE        | Haejeodangu      |
| 32    | 해저대지     | 海底臺地      | PLATEAU        | Haejeodaeji      |
| 33    | 해저분지     | 海底盆地      | BASIN          | Haejeobunji      |
| 34    | 해저선상지   | 海底扇狀地    | FAN            | Haejeoseonsangji |
| 35    | 해저수로     | 海底水路      | SEA CHANNEL    | Haejeosuro       |
| 36    | 해저융기부   | 海底隆起部    | RIDGE          | Haejeoyunggibu   |
| 37    | 해저절벽     | 海底絶壁      | ESCARPMENT     | Haejeojeolbyeok  |
| 38    | 해저제방     | 海底堤防      | LEVEE          | Haejeojebang     |
| 39    | 해저혈       | 海底穴        | HOLE           | Haejeohyeol      |
| 40    | 해저협곡     | 海底峽谷      | CANYON         | Haejeohyeopgok   |
| 41    | 해첨         | 海尖          | PINNACLE       | Haecheom         |
| 42    | 해팽         | 海膨          | RISE           | Haepaeng         |
| 43    | 화구/분화구* | 火口 / 噴火口 | CRATER         | Hwagu/bunhwagu   |

| 구분 | 해저지명의 종류 | 영문           | 정의 |
| ---- | --------------- | -------------- | --- |
| 1    | 기요            | GUYOT          | 해저로부터 높게 솟아있고 정상부가 평평한 해산(Seamount)으로, 평정해산이라고도 한다. |
| 2    | 단열대*         | FRACTURE ZONE  | 불규칙한 형태의 해저지형이 직선상으로 광범위하게 연결된 지대로 가파른 경사면이나 비대칭적인 해저융기부(Ridge), 균열, 해곡(Trough) 또는 해저절벽(Escarpment)이 있다. |
| 3    | 대륙붕          | SHELF          | 해안선으로부터 바다 쪽으로 해저면의 큰 기복 없이 넓고 평탄하게 펼쳐진 천해 지형이다. 대륙붕의 바다 쪽 경계는 해저면의 경사가 급격해지기 시작하는 대륙붕단(Shelf Edge)이며, 이 붕단을 경계로 하여 외양 쪽으로는 비교적 가파른 경사의 대륙사면이 이어진다.                                                                                      |
| 4    | 대륙사면        | SLOPE          | 대륙붕의 바다 쪽 경계인 대륙붕단에서 시작하여 해저의 경사면이 급격히 완만해지는 위치까지의 사면이다. |
| 5    | 마운드*         | MOUND          | 해저면 위에 형성된 소규모의 언덕과 같은 퇴적구조이다. 산호초 발달이나 퇴적, 침식 또는 유체의 분출에 의해 형성되며 주변의 가장 깊은 등심선으로부터 기복이 500 m 미만인 둥근 형태의 단면을 가진 구별된 고지이다. |
| 6    | 모트            | MOAT           | 해산, 섬, 기타 해저의 고립된 융기부 주변 바닥에 위치한 고리 모양의 비연속적인 함몰지형이다. |
| 7    | 사퇴*           | SAND RIDGE     | 바다 속에 발달한 모래 언덕으로 해저에 수평적으로 길게 연장된 모래등성이이다. 일반적으로 해수면 상승으로 해빈이 후퇴하면서 해안선과 분리되어 대륙붕에 존재하게 되거나 조류의 작용에 의해서 형성되는 경우가 많다. |
| 8    | 실              | SILL           | 하나의 해저분지를 다른 해저분지(Basin)나 주변 해역과 분리시켜 부분적으로 고립시키는 비교적 얕은 수심의 해저 융기부나 해저 산맥이다. |
| 9    | 심해평원        | ABYSSAL PLAIN  | 심해저에위치하고있는넓고평평한지역으로경사가없어거의수평을이루고있는지역이다.수심은약3,700m~5,500m정도이다. |
| 10   | 안부            | SADDLE         | 해저융기부(ridge)나 인접한 해산(Seamount) 사이에 위치한 말안장 모양의 넓은 지형이다. 해저융기부(ridge)나 인접한 고지(高地) 사이에 위치하고 있다. |
| 11   | 암염돔*         | SALT DOME      | 암염이 주상으로 관입 돌출된 것으로, 솟아오른 형태가 돔 구조를 이룬다. |
| 12   | 에이프런        | APRON          | 주로 그룹을 이룬 섬들과 해산군 주변에서 발견되며 표면의 경사가 완만한 사면이다. |
| 13   | 열 개지*        | RIFT           | 길게 연장된 함몰지역으로, 두 지괴의 열개에 의해 형성되며, 두 개 이상의 단층에 의해 경계 지어진다. |
| 14   | 이화산*         | MUD VOLCANO    | 지중에서 액체 및 가스를 포함한 진흙(泥)의 방출에 의해 형성된 마운드(Mound) 또는 원뿔 형태의 지형이다. |
| 15   | 지형구          | PROVINCE       | 동질적인 특성을 공유하는 지역으로, 지형적 특성이 주변 지역과 완전히 차별화된다. |
| 16   | 천퇴*           | SHOAL          | 수심이 얕은 해저에 단단하지 않은 모래나 진흙 등이 쌓인 곳으로 항해에 위험한 지역이다. |
| 17   | 초*             | REEF           | 해면 또는 해면 가까이에 위치한 바위 또는 경화된 물질로 항상 바닷물 속에 위치하고 있으며 항해에 위험이 될 수 있는 해저지형이다. |
| 18   | 칼데라*         | CALDERA        | 화산 지역에서 볼 수 있는 대규모의 화구(火口) 모양의 웅덩이 또는 해저지형에서 해산의 정상 부분이 붕괴되어 함몰된 지형이다. |
| 19   | 퇴              | BANK           | 비교적 수심이 얕고(흔히 200 m 미만) 평탄한 정상부를 갖는 해저 융기부이다. 흔히 대륙붕이나 섬 부근에서 특징적으로 발달하고, 안전 항해가 가능하다. |
| 20   | 해각            | SPUR           | 육지의 산맥이 해안으로부터 대륙붕이나 그 외측으로 연장되어 뻗어나간 해저융기부(Ridge)이다. 해저의 거대한 지형 또는 고지로부터 바깥으로 뻗어나간 산맥도 해각이라 부른다. |
| 21   | 해곡            | TROUGH         | 해구에 비해 수심이 얕고 길이가 짧으며 너비가 좁고, 지형적으로 완만한 경사를 지닌 해저의 선형 함몰대이다. |
| 22   | 해구*           | TRENCH         | 심해저에 좁고 길게 발달한 깊은 수심의 함몰 지형이다. 흔히 대륙사면 바다 쪽에서 대륙의 방향과 평행하게 발달하며, 주변 해저보다 수심이 매우 깊고 비교적 가파른 경사면을 이룬다. 함몰이 비대칭적인 것이 특징이며 해곡(Trough)보다 더 깊다. 해구는해양지각이수렴하여섭입되는곳에서나타나며,해저에서가장깊은곳으로주위의대양저보다3~6km정도더깊다. |
| 23   | 해붕            | PEAK           | 큰 지형의 정상부에 원뿔 형태나 뾰족한 모양으로 올라온 고지이다. |
| 24   | 해산            | SEAMOUNT       | 해저 화산활동으로 형성된 원추형의 고지로, 수중에 잠겨 있고 해저로부터 1,000 m 이상의 높이로 솟아 있다. |
| 25   | 해산열          | SEAMOUNT CHAIN | 여러 개의 해산(Seamount)이 직선 또는 아치 형태로 연속되어 있는 해저지형이다. |
| 26   | 해연            | DEEP           | 해양저에서 뚜렷하게 깊은 요지로서 해곡, 해저분지, 해구와 같은 규모가 큰 해저지형 범위 안에 국지적으로 깊게 나타난다. |
| 27   | 해저간극        | GAP, PASSAGE   | 해저융기부(Ridge), 해팽(Rise)과 같이 비교적 큰 규모의 해저지형 중간에 있는 좁은 틈이다. |
| 28   | 해저계곡        | VALLEY         | 대륙붕이나 대륙사면에 있는 해저의 골짜기로, 완만하게 경사지고 비교적 넓고 얕게 파인 계곡이다. |
| 29   | 해저구릉        | HILL           | 해저면상의 낮은 고지로 해산보다 작고 높이가 보통 1,000 m 미만인 작은 지형이다. |
| 30   | 해저놀          | KNOLL          | 측면이 둥글고 해산보다 작은 해저의 고지(高地)로 기복이 보통 1,000 m 미만이다. 해저에 따로 떨어져 있거나 무리 형태로 있는 것이 특징이다. |
| 31   | 해저단구        | TERRACE        | 해저면이 비교적 평탄하고, 주위가 급사면이나 절벽으로 끊긴 지형이다. 길고 협소한 형태로 한쪽 면은 오르막이고 반대쪽은 내리막 경사로 경계를 이루고 있는 해저지형으로, 해저단구를 포함하는 지역은 계단 형상을 가진다. |
| 32   | 해저대지        | PLATEAU        | 주변 해저보다 높게 솟아 있고 대체로 넓고 평평한 해저지형으로 대륙붕보다 외양 쪽에 위치하며, 어느 한쪽 면은 급경사를 이룬다. |
| 33   | 해저분지        | BASIN          | 주변이 높은 지형으로 둘러싸인 움푹하고 낮은 해저지형이다. 보통 원형, 타원형, 계란형 등의 모양을 띠고 있고 크기도 다양하다. |
| 34   | 해저선상지      | FAN            | 퇴적물이 해저협곡(Canyon) 말단부에 집적된 부채꼴 모양의 비교적 평탄한 지형의 퇴적층이다. |
| 35   | 해저수로        | SEA CHANNEL    | 경사면이연속적으로길게나타나는가늘고좁은함몰지형이다.보통한쪽면또는양쪽면이해저제방에 의해경계가된다. 주로 해저선상지(Fan)나 심해저평원에서 발견된다. |
| 36   | 해저융기부      | RIDGE          | 급사면이 있는 좁고 길게 뻗은 해저의 융기지대이다. |
| 37   | 해저절벽        | ESCARPMENT     | 평탄하거나 완만한 경사의 해저면과 분리되는 급경사를 이루고 있는 긴 선형의 지형이다. |
| 38   | 해저제방        | LEVEE          | 해저면상의 해저협곡(Canyon), 해저계곡(Valley), 또는 해저수로(Sea Channel)의 한쪽 또는 양쪽 측면에 퇴적물이 쌓여 경계를 이루는 자연제방이다. |
| 39   | 해저혈          | HOLE           | 해저의 평평한 바닥에서 나타나는 좁은 범위의 함몰지형으로 모든 사면이 급경사를 이룬다. |
| 40   | 해저협곡        | CANYON         | 대륙붕과 대륙사면에 발달한 양쪽 사면의 경사가 급하고 비교적 좁고 깊게 파인 V자 모양의 골짜기 지형이다. 사면의 하부로 갈수록 계속 깊어지는 것이 특징이다. |
| 41   | 해첨            | PINNACLE       | 높은 탑 모양 또는 뾰족한 모양의 암석 기둥이나 산호 기둥이다. 정상은 고립되어 있거나 봉우리를 이루고 있으며, 해봉(Peak)보다 더 높고 뾰족한 지형이다. |
| 42   | 해팽            | RISE           | 일반적으로 주변 지역에서부터 완만하게 솟은 넓은 융기 지대로 길고 폭이 넓으며 완만한 경사를 갖는다. |
| 43   | 화구/분화구*    | CRATER         | 해저화산의 정상부에 화산활동(용암이나 화산가스의 분출 등)으로 생긴 움푹 팬 와지(窪地)이다. |

## 해양지명 표준화

### 해양지명 표준화 기본 원칙
해양지명 표준화의 기본 원칙은 논리적 체계성, 내용적 적합성, 법적 연계성을 고려하여 설정한다.
첫째, 논리적 체계성과 관련하여 지명의 생성, 사용, 변천 등의 순서에 따라 ① 어떤 지명을 어떻게 명명하고 제정할 것인가와 관련된 지명 명명 및 제정 단계, ② 일상생활에서 음성과 문자 상태로 어떻게 표기하고 사용할 것인가와 관련된 지명 인식 및 사용 단계, ③ 이미 제정되어 사용하고 있는 지명들을 어떻게 관리하고 변경하는가와 관련된 지명관리 및 변경 단계로 나누어 원칙을 설정한다.
둘째, 각 원칙은 내용적 적합성을 확보하여 정확한 개념 규정과 함께 원칙 간 중복을 피하도록 설정한다.
셋째, 법적 연계성을 유지한다. 지명 결정을 규정하는 현행법률 관련용어와 일치되도록 한다.
각 단계의 원칙은 다음과 같다.

(1) 지명 명명과 제정 단계
① 고유지명 명명 원칙
• 원칙 1: 1객체 1지명 원칙
• 원칙 2: 현칭 주의 원칙
• 원칙 3: 사용자 편의의 간결한 지명 원칙
• 원칙 4: 지명 명명의 국민 참여 원칙
• 원칙 5: 오래된 지명 우선 선정 원칙
• 원칙 6: 지리적 지형지물 관련 명칭 우선 선정 원칙
• 원칙 7: 적절한 관련성의 원칙
• 원칙 8: 현존 인물의 인명 사용 제한 원칙
• 원칙 9: 유사 지형 명명의 원칙
• 원칙 10: 묘사적 명칭 사용의 원칙
• 원칙 11: 심의 배제 지명 원칙
• 원칙 12: 동일 지명 동일 철자의 원칙
② 속성지명 명명 원칙
• 원칙 13: 표준화된 속성지명 선정의 원칙

(2) 지명 인식과 사용단계
• 원칙 14: 공식표기법에 의한 지명표기 원칙
• 원칙 15: 고유지명 사용의 원칙
• 원칙 16: 발행국 언어 사용의 원칙
• 원칙 17: 고시지명 이용 권장 원칙

(3) 지명 관리와 변경 단계
• 원칙 18: 현존 지명 불변성 원칙
• 원칙 19: 신중한 지명 개정의 원칙
• 원칙 20: 속성지명 변경 및 추가의 원칙
• 원칙 21: 해양수산발전위원회 최종 결정 원칙
• 원칙 22 : 지명 결정의 불복 제도 보장 원칙
• 원칙 23 : 현지 지명 관련 정보 기록 원칙

(4) 해양지명의 로마자 표기법
우리나라는 1948년에 한글의 로마자 표기법을 처음 제정하여 시행한 후 1959년, 1984년, 2000년에 이를 개정하였다. 오늘날 사용하고 있는 로마자 표기법은 2000년도 문화관광부(현 문화체육관광부)에서 고시한 『「국어의 로마자 표기법」』을 활용한다 (표1, 표 3).

### 해양지명 제정 및 변경절차
(1) 국내 해양지명의 제정 및 변경 절차
공간정보관리법제는 국가 정책적 중요성이 확대되어 가는 해양공간 정보의 체계적 구축과 활용성 확보, 해양정보의 표준화와 품질관리, 해양조사의 전문성 강화 등을 위해 2020년 《해양조사와 해양정보활용에 관한 법률(약칭 ‘해양조사정보법’)》로 다시 분법하여 제정(2021.2.19. 시행)하였다.
“해양지명조사를 실시한 결과 해양지명을 제정 또는 변경할 필요가 있는 경우”에는 해양수산발전 기본법 제7조에 따른 해양수산발전위원회의 심의를 거쳐 해양지명을 제정 또는 변경하여야 한다.  동시에 해양조사의 구역과 내용, 해양지명의 국제등재와 통용·홍보에 관한 사항, 해양지명의  제정·표기 및 관리에 관한 사항을 5년 주기의 ‘해양조사’ 기본계획으로 포함하여 수립하도록  함으로써, 해양지명조사의 정기적 검토와 관리방안 마련을 강조하였다.
해양수산발전위원회의에서 심의·의결된 해양지명 중에 유엔해양법협약(UNCLOS)의 합의에 의거하여 해당 해저지형 면적의 50%이상이 영해기선(통상기선·직선기선으로부터 12해리 거리에 위치) 외측에 포함되는 해양지명에 한하여, IHO-IOC 산하 GEBCO 해저지명소위원회(SCUFN)에 해양지명 국제등재 제안서를 제출할 수 있다. 제안된 해양지명은 해저지명소위원회(SCUFN)의 심의·의결을 통해 국제등재된다.

(2) 국제 해양지명의 제정 및 등재 절차
국제수로기구(IHO: International Hydrographic Organization)와 정부간해양학위원회(IOC: Intergovernmental Oceanographic Commission)가 공동으로 발간한 “해저지명의 표준화(Standardization of Undersea Feature Names)” 해저지형관련서지 제6호(B6: Bathymetric Publication No. 6)는 국제 해저지명 표준화 지침서로 인정된 공식 문서이다. 이 문서에 따르면 해당 해저지형 면적의 50%이상이 영해기선(통상기선·직선기선으로부터 12해리 거리에 위치) 외측에 포함되는 해양지명에 한하여, IHO-IOC 산하 GEBCO　해저지명소위원회(SCUFN)에 해양지명 국제등재 제안서를 제출할 수 있다. 제안된 해양지명은 해저지명소위원회(SCUFN)의 심의·의결을 통해 국제등재된다.

## 해양지명 조사 방법

### 국가 관할 해역에 대한 해양지명 조사 및 제안시 고려사항
국가 관할 해역에 대하여 해양지명조사를 수행하기 위해 다음 절차를 통해 현지조사 계획을 수립한다.

(1) 현지조사 계획수립
현지조사를 위해 필요한 해도 목록을 작성하고, 어촌계 담당부서로부터 협조를 구함으로써해양지명조사의 효율성과 정확성을 높인다. 조사 지역을 중심으로 국립해양조사원이 발행한 해도와 항로지, 국토지리정보원에서 발행한 지형도, 각 지자체에서 간행한 행정지도 등에 표기되어 있는 해양지명을 조사하고, 기 고시 여부를 검토한다. 해도 또는 지형도 상에 표기되지않았으나 항해시 위협이 되는 지형의 경우, 해당 해양지형을 조사 대상으로 고려하여 새 해양지명을 발굴한다. 현지조사대상 지명리스트가 작성되면 이를 근거로 문헌조사를 통해 고유및 속성지명과 지명유래를 조사하여현지조사를 위한 사전자료를 준비한다.

(2) 현지조사 실시 단계
① 조사 대상지역의 현지 문화원을 방문하여 해양지명 자료를 수집하고, 지역 전문가를 면담하여 현지지명을 전반적으로 파악한다.
② 조사 대상지역 어촌계장 또는 지역주민과 직접 면담하여 현지지명을 조사한다.
③ 조사 대상지역의 행정기관인 면사무소나 시청, 해양경찰서 등 관계 공무원과 직접 면담하여현지지명을 조사한다. 조사 시 해도나 지형도 상에 표기된 해양지명은 현지 사용 해양지명과 일치하는지 확인하고, 그렇지 않다면 현지 사용 명칭이 따로 있는지 조사한다. 또한 해도 상에 표기되지 않은 해양지명은 해당 현지지명 유무를 조사한다.

(3) 현지조사 사후 단계 (심의 제안서 작성 및 상정)
현지조사 후 진행하는 사후 단계는 일반적으로 다음 순서를 따른다.
①  조사한 해양지명을 대상으로, 해도 이미지에 해양지명을 표시하여 현지조사표를 작성한다.
② 조사한 해양지명의 위경도 위치 및 범위를 확인하여 해당 위경도를 현지조사표에 작성한
③ 해당 지명에 대한 관련해도, 해도 표기 내용, 유래 등 관련 자료를 조사하여 기록한다.
④ 조사대상 해역에 속하는 노·간출암 자료를 추출하여 실제 노·간출암 여부를 살펴보고 현지조사표에 반영한다.
⑤ 작성 완료된 현지조사표를 통해 심의제안이 필요한 해양지명을 선정한다.
⑥ 심의제안서를 작성하여 로마자 표기에 대한 국립국어원의 자문, 고유지명에 대한 전문가 자문, 속성지명에 대한 문헌조사와 전문가 자문, 해양지명의 범위 및 경계에 대한 전문가 자문을거치고 기 고시 여부를 최종적으로 재확인하여 심의제안서를 작성한다. 현지조사표와 심의제안서를 작성할 때는 해양지명 표준화 편람 개정판에서 수정한 새로운 해당 양식을 사용한다. 위 자료를 기반으로 해양수산발전위원회에서 지명의 고시 절차를 진행할 수 있도록 한다.

### 글로벌 해양영토에 대한 해양지명 조사 및 제안시 고려사항
글로벌 해양영토에 대한 해양지명 조사 및 제안시 일반적인 고려사항은 다음과 같다.
(1) 해저지명소위원회(SCUFN)에 국제등재를 하기 위하여 국제등재 가능성이 있는 지명을 목록화 하고 분석한다.
(2) 해당 글로벌해역의 각종 지도 및 자료를 분석하여 상세하고 정확한 정보를 수집한다. 이를 통해위치도, 정상도, 측면도, 단면도 등의 자료를 구축하고, 구축 자료를 기반으로 전문가 검토를 통해 속성지명을 정하고 국내 심의제안서의 작성을 통하여 고유지명을 제안한다.
(3) 해저지명소위원회(SCUFN) 양식에 따라 해저지명목록집(B8)에 기존 등재된 지명 분포 및 각국의EEZ 공간경계 중첩분석을 통해 신규지명 여부를 확인하고, 관련 지도 정보, 지명 선정 이유 및 관련 이미지 편집, 발견자 정보, 조사 데이터, 제안자 정보, 위치도(인덱스맵) 등을 작성하고, 대표위치 및 폴리곤 쉐이프(Shape) 파일을 구축한다.

## 참고자료
국립해양조사원, 2020, 해양지명 표준화 및 알리기 용역 최종보고서, 해양수산부 국립해양조사원, p.47.
국립해양조사원, 2020, 해양지명 표준화 편람 (제3판), 해양수산부 국립해양조사원.
국립해양조사원, 2015, 우리바다 우리해양지명, 해양수산부 국립해양조사원.
International Hydrographic Bureau, 2001, Standardization of Undersea Feature Names (IHB Publication B-6), Edition 4.2.0 – October 2019, International Hydrographic Organization, Intergovernmental Oceanographic Commission.
International Hydrographic Bureau, 2002, Names and Limits of Oceans and Seas,
Special Publication No. 23, 4th Edition, English Version, Final Draft, International Hydrographic Organization, Intergovernmental Oceanographic Commission.

### 대한민국 정부 기관
국립해양조사원

### 국제 기관
International Hydrographic Organization (IHO)
Intergovernmental Oceanographic Commission (IOC) (of UNESCO)
GEBCO SUB-COMMITTEE ON UNDERSEA FEATURE NAMES (SCUFN)